# Ras Zebib
Ras Zebib o Cap Zebib (àrab: رأس زبيب, Raʾs Zabīb, o رأس الزبيب, Raʾs az-Zabīb) és un cap situat a la costa nord de Tunísia, a la governació de Bizerta, situat uns 20 km a l'est de la ciutat de Bizerta. Té a la vora la vila de Metline, que és un petit port pesquer i turístic.